# Soldiers Inc: Mobile Warfare
Soldiers Inc: Mobile Warfare est un jeu vidéo de stratégie en temps réel massivement multijoueur pour iOS et Android développé par Plarium. Il a été pré-lancé au Canada, en Australie et en Nouvelle-Zélande le 11 octobre 2016, puis est sorti partout ailleurs le 30 novembre. Le jeu adapte et se déroule dans le même univers que Soldiers Inc..

## Trame
Soldiers Inc: Mobile Warfare se déroule dans l’état défaillant et imaginaire de Selva de Fuego (Jungle de Feu en espagnol) en l’an 2037, quinze ans après la fin du conflit zandien dépeint dans Soldiers Inc.	 Le monde est une vision semi-dystopique de la guerre du futur, lors de laquelle les forces armées des états-nations ont été remplacées par des armées mercenaires. Soldiers Inc: Mobile Warfare n’est pas une suite du titre original.
Les joueurs doivent combattre pour repousser l’ennemi virtuel en jeu, Phoenix Industries, hors du pays et remettre la main sur la production de sérum, une « drogue miracle » sur laquelle Phoenix a le monopole.

## Système de jeu
Le jeu demande aux joueurs de développer une base et une armée pour combattre Phoenix (joueur contre l'environnement), mais aussi les autres joueurs humains en jeu (joueur contre joueur).